# おしえて!サウンドエンジニア 〜ギジュツLOVE〜
『おしえて!サウンドエンジニア ～ギジュツLOVE～』は、ラジオ関西が放送する、放送技術専門番組である。2021年4月4日に放送開始し2025年3月24日に終了。

## 番組内容
火曜夕方の5分間のミニ番組。一級陸上無線技術士の資格を持つラジオ関西技術センターの辻正明と、サウンドエンジニアの樫本芙美佳、文系のディレクター赤澤聡が、放送法とラジオの無音状態の許容範囲（2021年4月11日放送）、ベリカード（2021年6月13日放送）、カフボックス（2021年8月1日放送）など放送技術について解説する。放送回の一部はラジオ関西の公式サイト「ラジトピ」に記事を掲載するとともに、音声をアーカイブ配信している。
2024年4月からは月曜早朝へ放送時間を移動するとともに、5分から15分へ枠拡大となった。

## 終了時の放送時間
2024年4月〜2025年3月
- 月曜 5:15～5:30

### 過去の放送時間
- 日曜 8:25～8:30（2021年4月〜2023年3月）
- 火曜 17:55～18:00（2023年4月〜2024年3月26日）
- 日曜 17:45〜17:50（再放送 2024年3月31日まで）